# Comet Cyclecar

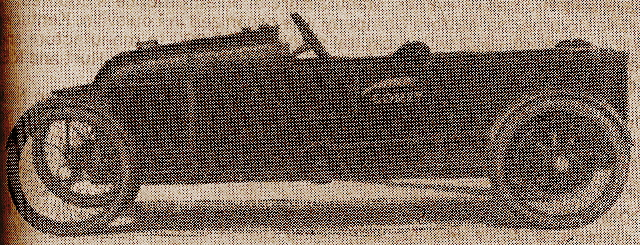
Comet Modell A (1914)

Comet Cyclecar Company war ein US-amerikanischer Hersteller von Automobilen.

## Unternehmensgeschichte
Das Unternehmen wurde 1914 in Indianapolis in Indiana gegründet. Firmeninhaber waren die Brüder E. H. und St. Clair Parry. Eigentlich sollte die Firma Economic Cyclecar Company heißen, aber als die Gründer entdeckten, dass es bereits an der Ostküste der Vereinigten Staaten ein Unternehmen dieses Namens gab, entschied man sich schnell für den Namen Comet. Im gleichen Jahr stellte das Unternehmen mehr als 25 Fahrzeuge her. Der Markenname lautete Comet.

## Fahrzeuge
Das einzige Modell wird als Cyclecar bezeichnet, obwohl es die Kriterien nicht erfüllt. Es war ein Tandemsitzer mit zwei hintereinanderliegenden Sitzplätzen. Ein luftgekühlter V2-Motor von der Spacke Machine & Tool Company trieb die Fahrzeuge an. Er hatte 88,9 mm Bohrung, 93,2 mm Hub, 1156 cm³ Hubraum und 9 PS Leistung. Er trieb über Riemen die Hinterachse an. Die Vorderräder hatten mitlenkende Kotflügel, die wie bei Motorrädern an den Radträgern befestigt waren. Die Wagen hatten 2540 mm Radstand und eine Spurweite von 914 mm. Das Leergewicht war mit 318 kg angegeben.
Anfang 1914 entstanden 25 Vorserienexemplare, bevor die Großserienproduktion starten sollte. Es scheint allerdings, dass insgesamt nicht viel mehr als ebendiese Vorserienexemplare gebaut wurden.

## Modelle
| Modell | Bauzeitraum | Zylinder | Leistung        | Radstand | Aufbauten        |
| ------ | ----------- | -------- | --------------- | -------- | ---------------- |
| A      | 1914        | 2 V      | 10 bhp (7,4 kW) | 2540 mm  | Roadster 2 Sitze |